# Idiops germaini
Idiops germaini är en spindelart som beskrevs av Simon 1892. Idiops germaini ingår i släktet Idiops och familjen Idiopidae. Inga underarter finns listade i Catalogue of Life.